# Тарпон Спрингс (Флорида)
Тарпон Спрингс (енгл. Tarpon Springs) град је у америчкој савезној држави Флорида. По попису становништва из 2010. у њему је живело 23.484 становника.

## Демографија
Према попису становништва из 2010. у граду је живело 23.484 становника, што је 2.481 (11,8%) становника више него 2000. године.
| Група             | 2000.          | 2010.          |
| Белци             | 18.263 (87,0%) | 19.531 (83,2%) |
| Афроамериканци    | 1.292 (6,2%)   | 1.496 (6,4%)   |
| Азијати           | 219 (1,0%)     | 339 (1,4%)     |
| Хиспаноамериканци | 909 (4,3%)     | 1.707 (7,3%)   |
| Укупно            | 21.003         | 23.484         |